# Vannozza dei Cattanei
Vannozza dei Cattanei (13 iulie 1442 – 24 noiembrie 1518) a fost una dintre multele amante ale cardinalului Rodrigo Borgia, viitorul Papă Alexandru al VI-lea, cea cu care Rodrigo a avut cea mai lungă relație. Cu el are patru copii care vor deveni renumiți în istoria Vaticanului.
1. 1 2  Genealogics